# Macropsis nepalica
Macropsis nepalica är en insektsart som beskrevs av Chandrasekhara A. Viraktamath 1996. Macropsis nepalica ingår i släktet Macropsis och familjen dvärgstritar. Inga underarter finns listade i Catalogue of Life.